# Timothé Rupil
Timothé Rupil (sinh ngày 12 tháng 6 năm 2003) là một cầu thủ bóng đá người Luxembourg hiện đang thi đấu ở vị trí tiền vệ cho câu lạc bộ Mainz 05 và Đội tuyển bóng đá quốc gia Luxembourg.

## Sự nghiệp thi đấu quốc tế
Rupil ra mắt quốc tế cho Luxembourg vào ngày 7 tháng 10 năm 2020 trong trận giao hữu gặp Liechtenstein, kết thúc với tỷ số 2-1 nghiêng về Liechtenstein.

## Thống kê sự nghiệp

### Quốc tế
Tính đến 25 tháng 3 năm 2023
| Luxembourg | Luxembourg | Luxembourg | Luxembourg |
| Năm        | Trận       | Bàn thắng  |            |
| ---------- | ---------- | ---------- | ---------- |
| 2020       | 1          | 0          |            |
| 2021       | 1          | 0          |            |
| 2022       | 4          | 0          |            |
| 2023       | 1          | 0          |            |
| Tổng cộng  | 7          | 0          |            |